# مساجد و مدرسه‌های دینی در ایران ۱۷۸۵-۱۸۴۸
مساجد و مدرسه‌های دینی در ایران ۱۷۸۵–۱۸۴۸ کتابی است از مارکوس ریتر منتشرشده در سال ۲۰۰۵ که در آن نویسنده معماری اواخر قرن ۱۸ تا اواسط قرن ۱۹ ایران را در مساجد و مدارس مورد بررسی قرار می‌دهد. این کتاب برنده جایزه بین‌المللی فارابی شد.

## نقد
این کتاب در نشریات چکیده‌های ایران‌شناسی و مطالعات ایران‌شناسی نقد شده‌است.